# バシ＝バズーク

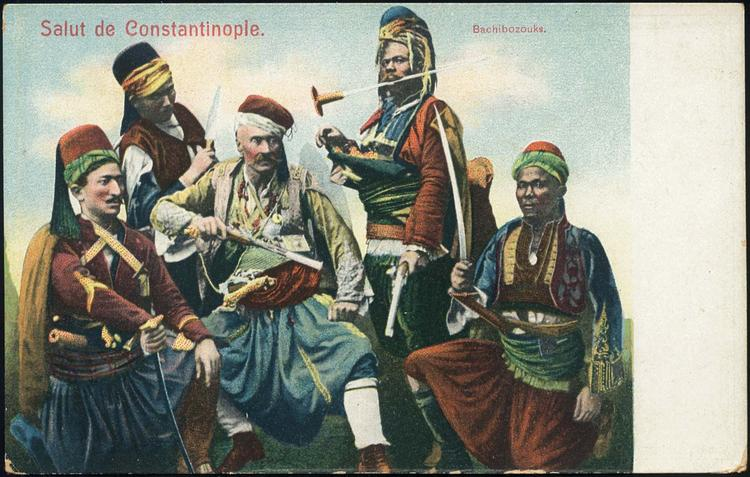
バシボズクのグループ、オスマン帝国のポストカード

バシ＝バズーク（オスマン語: باشی بوزوقbaşıbozuk、 IPA: [baʃɯboˈzuk] 、bashi-bazouk、大意は「リーダーレス」または「無秩序」）は、イスラム商人から黒人奴隷を買い入れ、イスラム教に改宗させた上で、主にオスマン帝国で利用されていた非正規の黒人奴隷兵軍団で、コンスタンティノープル包囲戦などの戦いで最前線に使い捨て部隊として投入された。
現在でもトルコ共和国には彼らの子孫である アフリカ系トルコ人のコミュニティがあるとされる。
軍は主にアルバニア人とチェルケス人をバシボズクとして採用したが、採用者はオスマン帝国すべての民族グループから採用された。彼らは勇敢なだけでなく、規制の欠如の結果として民間人を略奪したり捕食したりすることで悪名高い、規律のないグループという評判もあった。

## バシ＝バズークを描いた美術作品

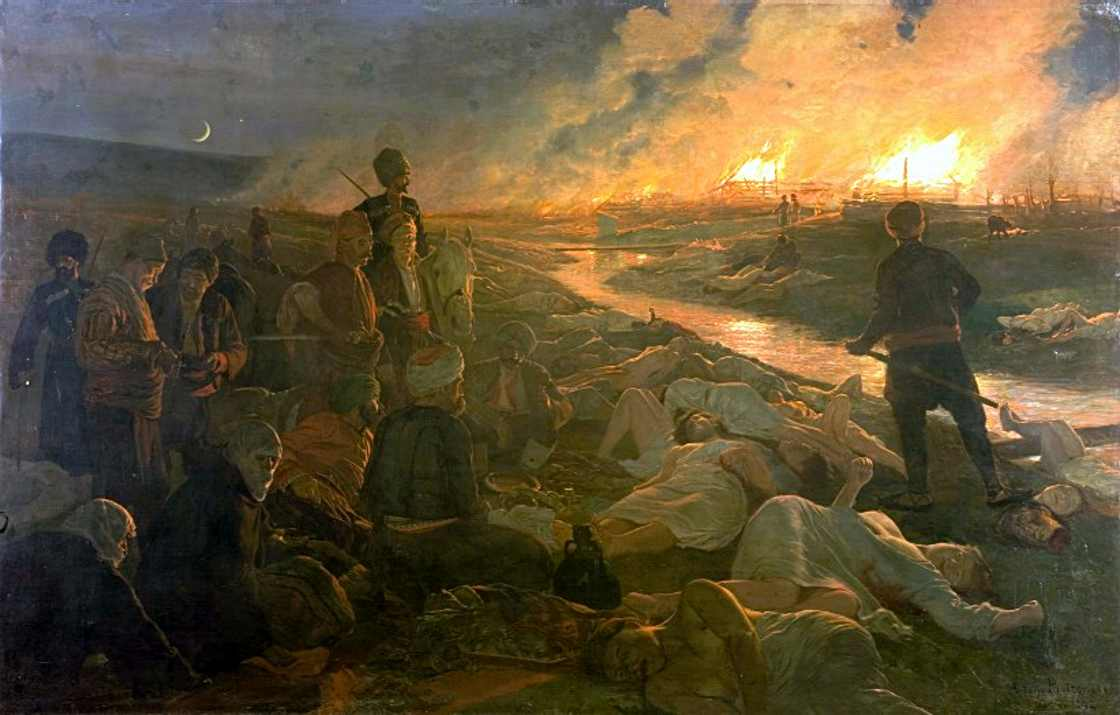
バシボズクによるバタクの虐殺を描いた作品 アントニ・ピオトロフスキー作
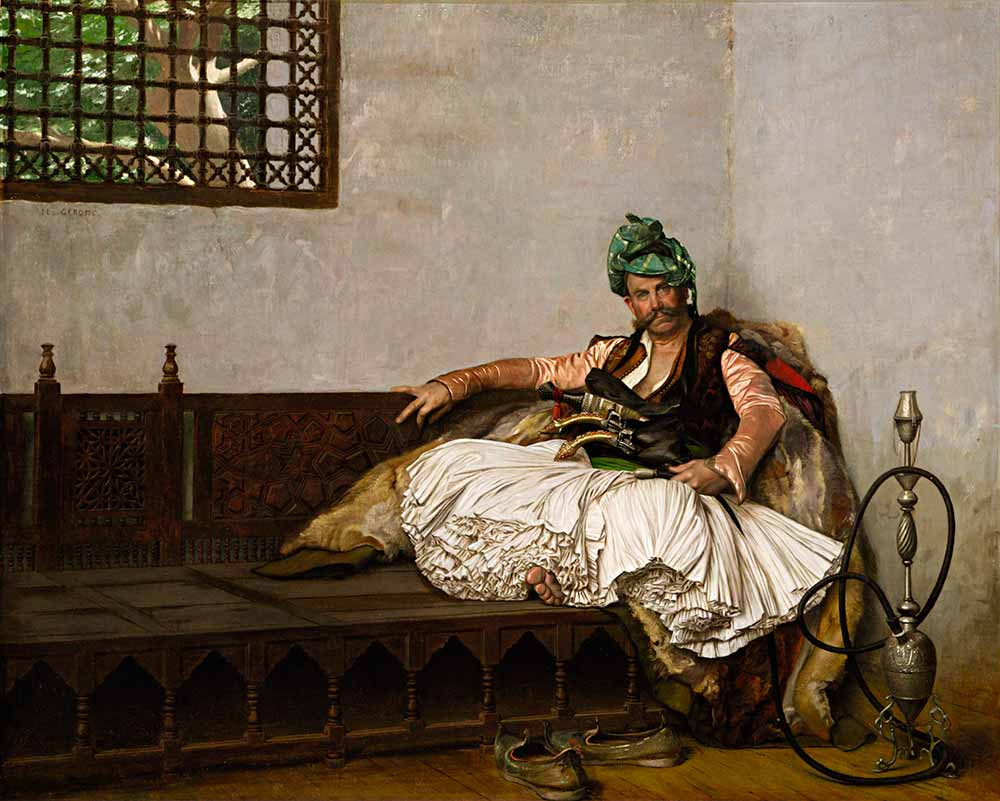
バシ・バズーク首長、1881年 ジャン＝レオン・ジェローム作
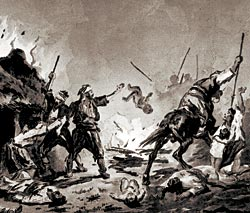
ブルガリアのオスマン帝国におけるバシボズクの残虐行為。

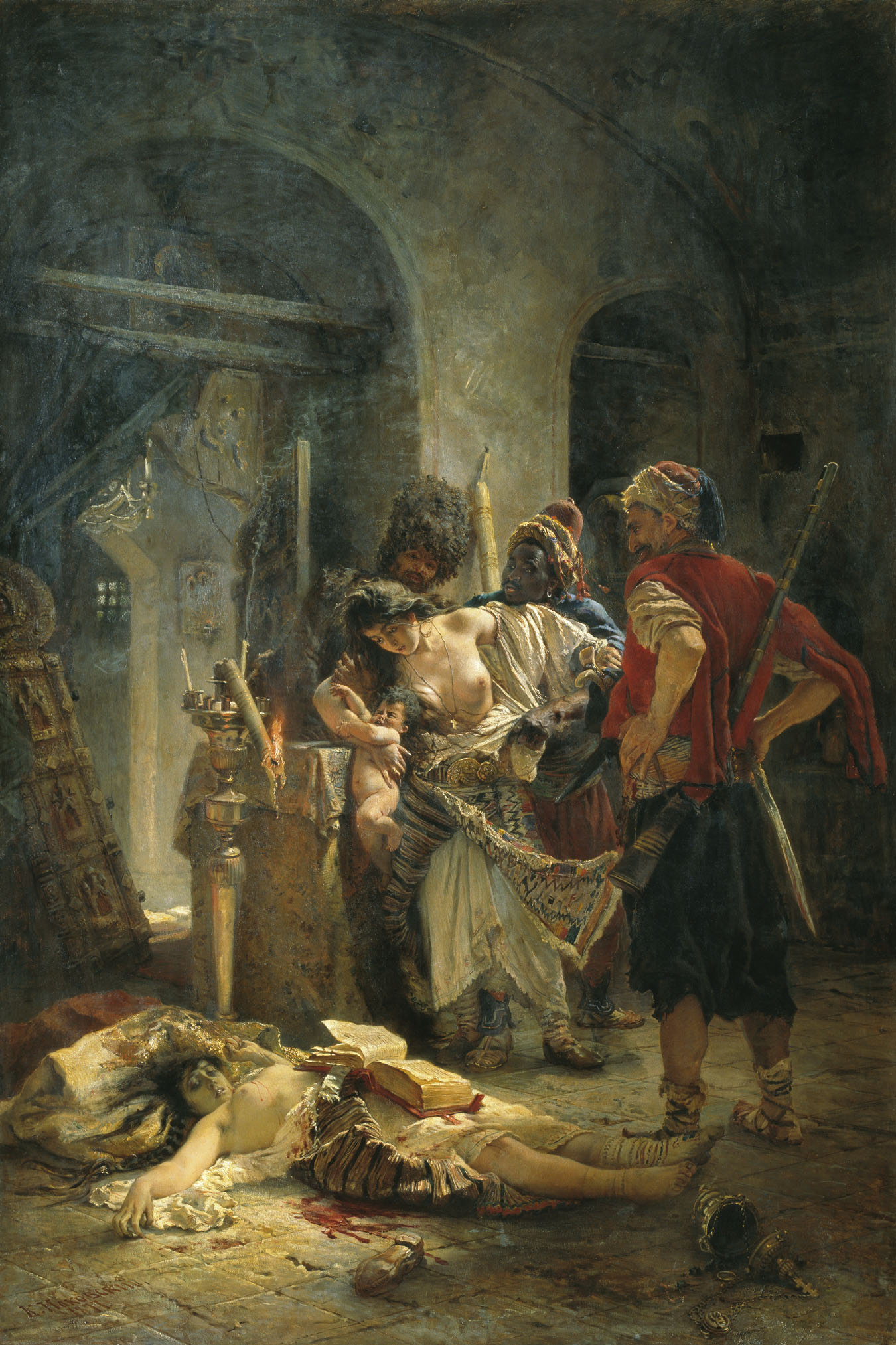
ブルガリアの殉教者 コンスタンチン・マコフスキー作
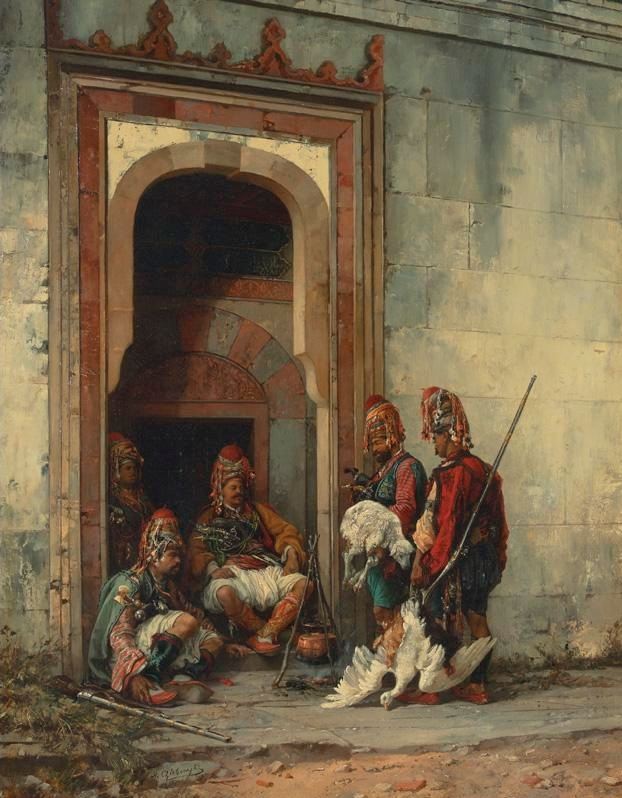
Stanisław Chlebowski作
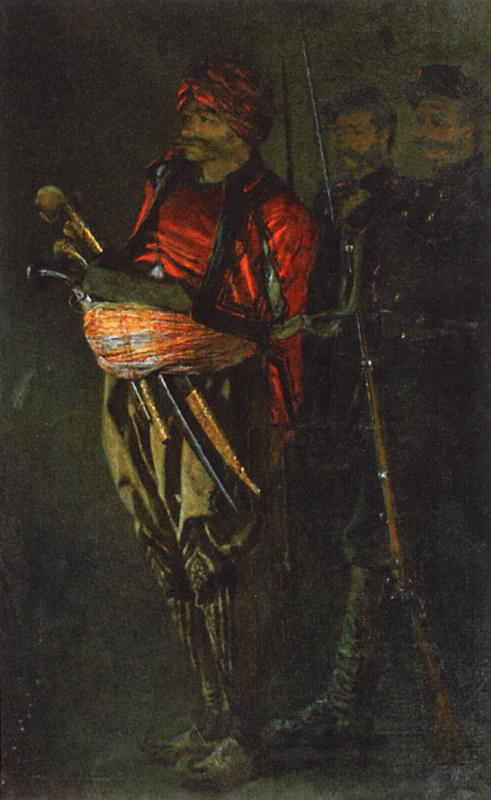
ヴァシーリー・ヴェレシチャーギン作

## ソース
- Edward Vizetelly (1897). The Remininiscences of a Bashi-bazouk. J.W. Arrowsmith
- オスマン帝国の戦争、ローズ・マーフィによる1500年から1700年。ロンドン ：UCL Press、1999年。
- ÖzhanÖztürk （2005）。 Karadeniz （黒海）：AnsiklopedikSözlük。 2シルト。 HeyamolaYayıncılık。イスタンブール。ISBN 975-6121-00-9ISBN 975-6121-00-9 。
- モンゴメリー、バーナード子爵（1968）。戦争の歴史、世界の出版社。ISBN 978-0-688-01645-6ISBN 978-0-688-01645-6 。